# Lehigh Valley Cougars
Lehigh Valley Cougars war ein kurzlebiges US-amerikanisches Frauenfußball-Franchise mit Sitz in der Stadt Allentown im Bundesstaat Pennsylvania.

## Geschichte
Das Franchise startete in der Saison 1996 in den Spielbetrieb der zweitklassigen W-League; dort wurde das Team aber bereits nach drei gespielten Partien wieder aufgelöst. Somit endete die Saison auch mit 0 Punkten auf dem letzten und elften Platz der East Region.